# Bertiera guianensis
Bertiera guianensis är en måreväxtart som beskrevs av Jean Baptiste Christophe Fusée Aublet. Bertiera guianensis ingår i släktet Bertiera och familjen måreväxter. Inga underarter finns listade i Catalogue of Life.